# Meteorus destructor
Meteorus destructor är en stekelart som beskrevs av Henri Saussure 1892. Meteorus destructor ingår i släktet Meteorus och familjen bracksteklar. Inga underarter finns listade i Catalogue of Life.